# Уиндзор Парк (Доминика)
Уиндзор Парк (англ. Windsor Park) — многоцелевой стадион в Розо, Доминика. Стадион на 12 000 мест расположен к востоку от центра Розо. Соответствует стандартам Международного совета по крикету (ICC). Оборудован персональными ложами, медиацентром, тренировочными сетками, индивидуальным комплексом игроков, цифровыми табло и пятью площадками для крикета.
Cлужит национальным стадионом и в настоящее время, в основном, используется для проведения матчей по крикету и футболу. Здесь проводятся домашние матчи национальной сборной Доминики по футболу. Кроме того, тут проводятся массовые национальные и культурные мероприятия, такие как Всемирный креольский музыкальный фестиваль, разные конкурсы и выборы Мисс Доминика.
До создания стадиона на этом месте находилась свалка. Позже стало местом проведения карнавалов, конных скачек, парадов. План создания национального стадиона на этом месте возник в 1999 году. Однако существующие строение были настолько плохими и не соответствующими требованиям, что всё пришлось полностью перестраивать. К работе приступили в марте 2005 года.
В первую годовщину установления дипломатических отношений между КНР и Доминикой, Китай пожертвовал на его строительство $17 млн долларов США
Строительство было завершено в феврале 2007 года. В марте 2007 года представители КНР передали стадион доминикскому правительству. Торжественное открытие состоялось 24 октября 2007 года.
Первым мероприятием, проходившем на стадионе «Уиндзор Парк» стал 11-й Всемирный креольский музыкальный фестиваль (WCMF) (25-27 октября 2007).
Первый футбольный матч на стадионе состоялся 6 февраля 2008 года в рамках отборочного матча чемпионата мира 2010 года между сборными командами Доминиканы и Барбадоса, закончившийся со счётом 1: 1, присутствовало 4 200 зрителей.
26-28 июля 2009 года стадион принимал первые два однодневных международных матча по крикету в Доминике.